# ويليام مكاي رايت
ويليام مكاي رايت هو سياسي كندي، ولد في 12 نوفمبر 1840 في غاتينو في كندا، وتوفي في 17 ديسمبر 1882. حزبياً، نشط في حزب كندا المحافظ. وقد انتخب عضو مجلس العموم الكندي.